# Aristión
Aristión (murió el 86 a. C. en Atenas) fue un filósofo y tirano de Atenas del 88 a. C. al 86 a. C.. Aristión unió fuerzas con Mitrídates VI contra los romanos bajo el mando de Lucio Cornelio Sila en la guerra contra Mitrídates, pero fue en vano. El 1 de marzo, 86 a. C., Atenas fue conquistado por Sila y Aristión fue ejecutado. Se le llama Atenión por Posidonio, que puede ser la misma persona, o puede ser un segundo tirano cuya historia se puede llegar a confundir con la primera.

## Vida
Su historia temprana se conserva por Ateneo, gracias a Posidonio. Posidonio lo llama ateniense y lo convierte en un filósofo peripatético, mientras que otros, Pausanias y Plutarco, le llaman Aristión, y Apiano lo llama un filósofo epicúreo. No hay ninguna solución universalmente aceptada a esta confusión, y es posible que hubo dos tiranos separados que tenían el poder en Atenas, en rápida sucesión durante la primera guerra contra Mitrídates cuyas historias se fusionan.
Atenión (o Aristión) era el hijo ilegítimo de un filósofo peripatético, también llamado Atenión, cuyo partido tuvo éxito, y así se convirtió en un ciudadano ateniense. Se casó temprano, y comenzó a enseñar filosofía, lo que hizo que tuviera un gran éxito en Mesenia y Larissa. Regresó a Atenas con una considerable fortuna, fue nombrado embajador de Mitrídates VI, rey del Ponto, entonces en guerra con Roma , y se convirtió en uno de sus más íntimos amigos y consejeros. Sus cartas a Atenas representaban el poder de Mitrídates con colores tan brillantes, que sus compatriotas comenzaron a concebir esperanzas de lanzar fuera la dominación romana. Mitrídates lo envió a Atenas (c. 88 aC), donde de pronto, mediante el patrocinio del rey, asumió la tiranía. Su gobierno parece haber sido del carácter más cruel, por lo que se habla de él con terror por Plutarco, y clasificado por él con Nabis y Catilina. El envió Apelicón para saquear el tesoro sagrado de Delos, aunque Apiano dice que esto ya se había hecho por Mitrídates,, y añade que era por medio del dinero resultante de este robo que Aristión se permitió obtener poder supremo. Mientras tanto, Sila llegó a Grecia, e inmediatamente puso sitio a Atenas y El Pireo, el último de los cuales fue ocupado por Arquelao, general de Mitrídates. El sufrimientos dentro de la ciudad de la hambruna eran tan terrible que el canibalismo se informó. Eventualmente Atenas fue tomado, y Sila dio órdenes de asesinar a todos los ciudadanos sin importar la edad y el sexo. Aristión huyó a la Acrópolis, después de haber quemado el Odeón, por temor de que Sila utilizara la madera para arietes y otros instrumentos de ataque. La Acrópolis, sin embargo, fue tomada, y Aristión arrastrado delante del altar de Atenea y ejecutado mediante veneno.Pausanias atribuye la enfermedad desagradable que más tarde mató a Sila como venganza divina para esta impiedad.